# 蝘蜓座
蝘蜓座是南天深处的一个很暗的星座，位于船底座和南极座之间。

## 星座神話
荷蘭探險家彼得·德克斯宗·凱澤和弗雷德里克·德·豪特曼所創，代表變色龍。

## 深空天體
- 蝘蜓座δ星：这是一个两子星相距很宽的微弱双星，用裸眼可以看见，通过双筒望远镜可以看的更为清楚。双星中比较明亮的子星叫δ1，它本身又是一颗双星，它的两子星相距很近。
- NGC 3195：这是一个行星状星云，从地球看上去是一个蓝色的圆盘。中央星星等的+15.3，用小型望远镜是看不见它的。

## 重要主星
| 西方星名 | 中國星官 | 英文名字 | 英文含意 | 視星等 |
| -------- | -------- | -------- | -------- | ------ |
| 蝘蜓座β  | 小斗一   | -        | -        | 4.24   |
| 蝘蜓座γ  | 小斗三   | -        | -        | 4.11   |
| 蝘蜓座δ2 | 小斗四   | -        | -        | 4.45   |
| 蝘蜓座ε  | 小斗二   | -        | -        | 4.08   |
| 蝘蜓座ζ  | 小斗五   | -        | -        | 5.07   |
| 蝘蜓座θ  | 小斗八   | -        | -        | 4.34   |
| 蝘蜓座ι  | 小斗六   | -        | -        | 5.34   |

- 小斗Little Dipper（極9）